# Стикли, Джон
Джон У́ильям Сти́кли-младший (англ. John William Steakley, Jr. ; 26 июля 1951, Клиберн, Техас, США — 27 ноября 2010, Мак-Кинни, Техас, США) — американский писатель. Наибольшую известность получил как автор научно-фантастических произведений.

## Биография
Родился 26 июля 1951 года в Клиберне штата Техас, где не считая короткого периода в Южной Америке и Голливуд, и прожил всю жизнь. Его отец в 1962—1999 годах был дилером Chevrolet в Далласе, пока всё не продал.
 Учился в таких средних школах, как Тахасская школа святого Марка и Колорадская академия. Окончил Вестминтерский колледж в Фултоне, а также Южный методистский университет, где получил бакалавра гуманитарных наук по английскому языку.
В 1988 году женился на фотографе Лори Джонс; их свадебная церемония прошла в выставочном зале местного представительства Subaru.
Был большим любителем гольфа и в середине 1990-х имел устойчивый гандикап.
Умер 27 ноября 2010 года после пятилетней борьбы с заболеванием печени.

## Творческая деятельность
Сестра  Стикли рассказывала СМИ, что он приехал в Голливуд по приглашению киносценариста Льюиса Майнора «Кита» Карсона, где остался на несколько лет, хотя и не переносил это место. Здесь Стикли продал киносценарий и сыграл небольшую роль (Local 1) в фильме «Не открывай дверь!». Однако движимый детской мечтой стать научным фантастом, Стикли вернулся домой в Техас. В 1981 году в мартовском номере журнала Amazing Stories был напечатал его первый короткий рассказ The Bluenose Limit, а в 1982 году в сентябрьском номере того же издания короткий рассказ Flyer.
Самыми крупными романами Стикли являются «Броня» (1984) и «Вампиры» (1990). По мотивам последнего режиссёром Джоном Карпентером в 1998 году был снят одноимённый фильм. Кроме того им были опубликованы четыре коротких научно-фантастических и фэнтезийных произведения. Также долгие годы занимался написанием романа «Броня 2», который так и не был окончен.
В 1997 году выступил сценаристом фильма «Страшный техасский фильм», где также исполнил небольшую роль.
В 2000 году сыграл небольшую роль в фильме «Мёртвые игры».

## Сочинения
- The Bluenose Limit // Amazing Science Fiction Stories, March 1981, pp. 24-43
- Flyer by John Steakley // Amazing Science Fiction Stories, September 1982, pp. 68-81
- Armor. DAW Books[англ.], 1984. ISBN 978-0-88677-368-7)
- Vampire$. Roc Books[англ.], 1990. ISBN 978-0-451-45033-3)